# ثنائيات الترس
ثنائيات الترس أو الحشرات الحرشفية الحقيقية أو الحشرات القشرية المسلحة أو الحشرات القشرية المدرعة أو الحشرات القشرية المدعمة (الإسم العلمي:Diaspididae)، هي فصيلة من الحشرات تتبع رتبة نصفيات الأجنحة، وهو من أكبر الفصائل القشرية إذ يضم 2650 نوع و400 جنس.